# Deutsche Fußball-Amateurmeisterschaft 1980
Deutscher Fußball-Amateurmeister 1980 wurden die Amateure des VfB Stuttgart. Im Finale siegten die Stuttgarter am 20. Juni 1980 mit 2:1 gegen den FC Augsburg.

## Teilnehmende Mannschaften
Wie im Vorjahr gab es Direktaufsteiger in die 2. Bundesliga, dadurch nahmen alle Meister der acht Oberliga-Staffeln aus der Saison 1979/80 am Wettbewerb um die deutsche Amateurmeisterschaft teil.
| Mannschaften | Mannschaften             | Ligen Saison 1979/80       |
|              | VfB Oldenburg            | Oberliga Nord              |
|              | BFC Preussen             | Oberliga Berlin            |
|              | SpVgg Erkenschwick       | Oberliga Westfalen         |
|              | 1. FC Bocholt            | Oberliga Nordrhein         |
|              | KSV Hessen Kassel        | Oberliga Hessen            |
|              | Borussia Neunkirchen     | Oberliga Südwest           |
|              | VfB Stuttgart / Amateure | Oberliga Baden-Württemberg |
|              | FC Augsburg              | Bayernliga                 |

## 1. Runde
Hinspiele:  So 01.06.     Rückspiele:  Do 05.06.
|                      | Gesamt |                          | Hinspiel | Rückspiel |
| -------------------- | ------ | ------------------------ | -------- | --------- |
| FC Augsburg          | 5:2    | VfB Oldenburg            | 5:0      | 0:2       |
| 1. FC Bocholt        | 4:0    | SpVgg Erkenschwick       | 2:0      | 2:0       |
| KSV Hessen Kassel    | 6:1    | BFC Preussen             | 4:0      | 2:1       |
| Borussia Neunkirchen | 2:4    | VfB Stuttgart / Amateure | 0:4      | 2:0       |

## Halbfinale
Hinspiele: So 08.06.     Rückspiele: So 15.06.
|                   | Gesamt |                          | Hinspiel | Rückspiel |
| ----------------- | ------ | ------------------------ | -------- | --------- |
| FC Augsburg       | 7:6    | 1. FC Bocholt            | 5:3      | 2:3       |
| KSV Hessen Kassel | 01:14  | VfB Stuttgart / Amateure | 1:3      | 00:11     |

## Finale
| VfB Stuttgart / Amateure                                 | VfB Stuttgart / Amateure | FC Augsburg | FC Augsburg |
| -------------------------------------------------------- | --- | --- | ----------- |
| VfB Stuttgart / Amateure                                 | \| Freitag, 20. Juni 1980 in Stuttgart (VfB-Anlage Platz 1) \| \| Ergebnis: 2:1 (1:1) \| \| Zuschauer: 2.000 \| \| Schiedsrichter: Jürgen Messmer (Mannheim) \|                                                      | \| Freitag, 20. Juni 1980 in Stuttgart (VfB-Anlage Platz 1) \| \| Ergebnis: 2:1 (1:1) \| \| Zuschauer: 2.000 \| \| Schiedsrichter: Jürgen Messmer (Mannheim) \|                                                                                    | FC Augsburg |
| VfB Stuttgart / Amateure                                 | Siegfried Grüninger – Arno Schäfer – Werner Gass , Darko Toth (41. Ilyas Tüfekci), Dieter Wohlfarth – Gerhard Wörn, Rainer Adrion, Gunnar Weiß – Frank Elser, Etepe Kakoko, Bernd Frick Cheftrainer: Willi Entenmann | Hermann Lutz – Gerhard Kitzler – Jürgen Haller (66. Seitle), Gerhard Förschner, Claus Brandmair – Reinhard Kindermann, Erwin Wurm, Martin Trieb (72. Deutschmann) – Klaus Perrey, Wolfgang Ruhdorfer, Rudolf Sandner Cheftrainer: Heiner Schuhmann | FC Augsburg |
| VfB Stuttgart / Amateure                                 | 1:0 Bernd Frick (6.) 2:1 Gunnar Weiß (71.) | 1:1 Klaus Perrey (30.) | FC Augsburg |
| VfB Stuttgart / Amateure                                 | Tüfekci (70.) | Kitzler (70.), Förschner (86.) | FC Augsburg |
| Freitag, 20. Juni 1980 in Stuttgart (VfB-Anlage Platz 1) | | |             |
| Ergebnis: 2:1 (1:1)                                      | | |             |
| Zuschauer: 2.000                                         | | |             |
| Schiedsrichter: Jürgen Messmer (Mannheim)                | | |             |